# Elezioni parlamentari a Saint Lucia del 2016
Le elezioni parlamentari a Saint Lucia del 2016 si tennero il 6 giugno per il rinnovo della Camera dell'assemblea.

## Risultati
| Liste                            | Voti   | %     | Seggi |
| -------------------------------- | ------ | ----- | ----- |
| Partito Unito dei Lavoratori     | 46 183 | 54,79 | 11    |
| Partito Laburista di Saint Lucia | 37 148 | 44,07 | 6     |
| Lucian People's Movement         | 154    | 0,18  | –     |
| Indipendenti                     | 811    | 0,96  | –     |
| Totale                           | 84 296 | 100   | 17    |